# Lacoste (Hérault)
 Lacoste| é uma comuna francesa na região administrativa de Occitânia, no departamento de Hérault. Estende-se por uma área de 7,46 km². Em 2010 a comuna tinha 327 habitantes (densidade: 43,8 hab./km²).